# Puerto del Hambre
Puerto del Hambre ou Puerto Hambre (en français : Port de la Faim ou Port Famine) est un site historique situé sur la péninsule de Brunswick, dans la région de Magallanes et de l'Antarctique chilien, au Chili. Le site est au sud de Punta Arenas et à 2 km de Fort Bulnes sur la rive occidentale du détroit de Magellan. Le site se compose de ruines d'un fort construit en 1584 et qui fut la première tentative de colonisation de la région. Il a été déclaré monument national en février 1968.

## Histoire

### Expéditions espagnoles

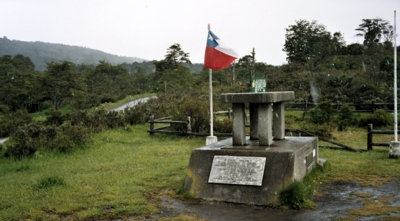
Stèle sur le site de Puerto del Hambre.

L'amiral Pedro Sarmiento de Gamboa, parti du Pérou le 11 octobre 1579, a pour objectif de se rendre à Séville par le détroit de Magellan. Il sera le premier à le parcourir d'ouest en est. Puis sur les ordres de Philippe II,  P. S. de Gamboa repart de Cadix avec 15 navires et 3 000 militaires et civils vers le détroit afin de le fortifier et d'y installer une colonie. À la suite de nombreux déboires (naufrages, mutinerie, pertes humaines…) il arrive avec seulement 8 navires le 2 février 1584. Il installe un campement qu'il nomme la Colonia del nombre de Jesús situé près du cap Virgenes, à la pointe nord de l'entrée orientale du détroit, avec 183 soldats, 68 hommes, 13 femmes et 11 enfants. Mais l'endroit est estimé peu sûr et P. S. de Gamboa décide d'un nouveau camp fortifié, la Ciudad del Rey Don Felipe, situé plus à l'ouest dans le détroit, au sud de l'actuelle ville de Punta Arenas. Mais quelque temps plus tard cette colonie ne put survivre à la rigueur du climat inhospitalier, à la malnutrition, à l'impossibilité de cultiver la terre. Le désespoir, les maladies et le manque d'appui de la métropole espagnole ont achevé la ruine du peuplement.

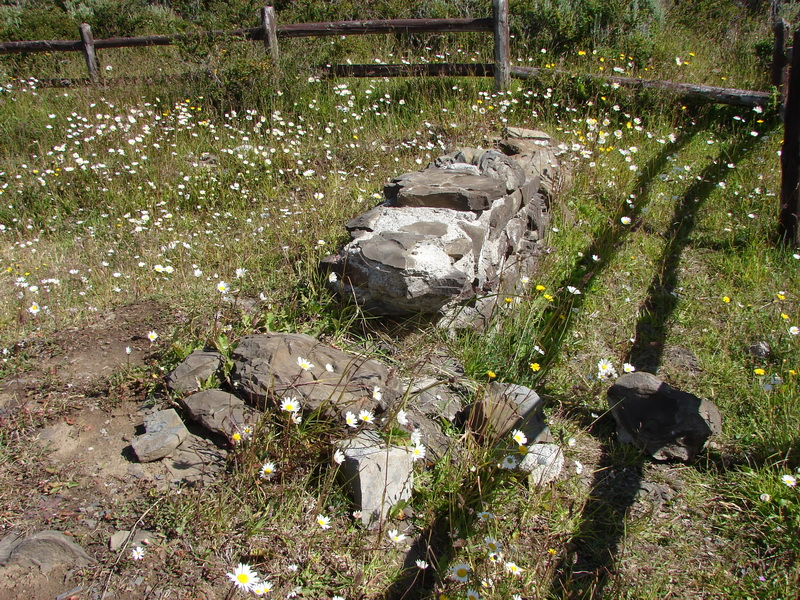
Ruines de l'église construite par les colons en 1584

Carte de situation du site de Port-Famine

« Nul ne s'avisera plus jamais d'y élever une ville. »

### Expéditions anglaises et chiliennes
En 1586, le navigateur anglais Thomas Cavendish découvrit dix-huit survivants dans les restes du fort qu'il renomma Puerto del Hambre. Un seul survivant, Tomé Hernandez, put témoigner en 1620 de la fin tragique de la colonie, à son retour à Santiago de Chile.
C'est lors de l'expédition hydrographique de la Royal Navy qui parcourt les côtes de la Patagonie et de la Terre de Feu avec le navire HMS Beagle que son capitaine Pringle Stokes tombe dans une profonde dépression psychologique et se suicide dans sa cabine en août 1828 à Puerto del Hambre.  Le commandement provisoire de HMS Beagle est repris par les lieutenants W.G. Skyring et  Robert FitzRoy. Ce dernier deviendra le capitaine du HMS Beagle lors de la deuxième expédition avec le jeune naturaliste Charles Darwin. Ils visiteront Puerto del Hambre à plusieurs reprises entre 1832 et 1834.
Le 21 septembre 1843, la goëlette Ancud hisse le drapeau chilien à Puerto del Hambre et prend ainsi possession du détroit de Magellan, au nom de son pays. Le 21 septembre est considéré depuis comme l'anniversaire de la prise de possession de la Patagonie et de la Terre de Feu chiliennes.

### Autres expéditions

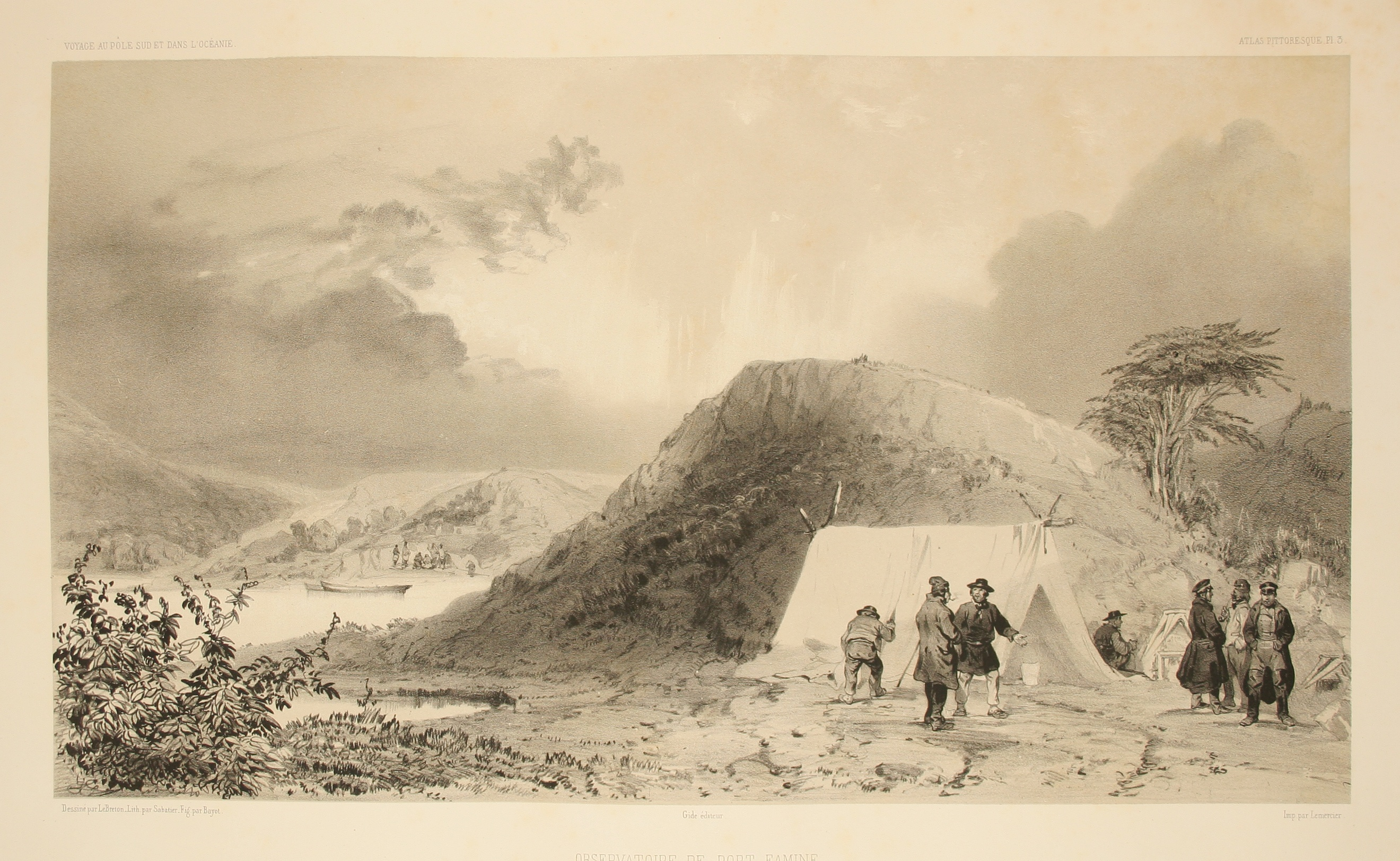
Campement d'observations à Port Famine lors de l'expédition Dumont d'Urville.

Le 2 mai 1843, les vingt premiers immigrants allemands atteignent Puerto del Hambre. 
Le site est visité entre décembre 1837 et janvier 1838 par Jules Dumont d'Urville lors de son expédition au Pôle Sud et dans l'Océanie sur les corvettes L'Astrolabe et La Zélée.

## Divers
- Clovis Louis Pierre Guillaume Gauguin (1814-1851), proscrit politique français, père du peintre Paul Gauguin, est enterré au cimetière de Port-Famine.

## Sources

### Webographie
- (es) Informations sur les sites historiques de Fort Bulnes et de Puerto del Hambre
- (es) Informations sur le site archéologique « la Colonia (o ciudad) del nombre de Jesús »
- (es) Fiche de la Conicet du site archéologique « la Colonia (o ciudad) del nombre de Jesús » au cap Virgenes